# ألان لاك
ألان لاك (بالإنجليزية: Alan Lake)‏ هو راقص وممثل بريطاني، ولد في 24 نوفمبر 1940 في المملكة المتحدة، وتوفي بنفس المكان في 10 أكتوبر 1984.

## وصلات خارجية
- ألان لاك على موقع IMDb (الإنجليزية)
- ألان لاك على موقع ميوزك برينز (الإنجليزية)
- ألان لاك على موقع قاعدة بيانات الفيلم (الإنجليزية)